# Teoria RRKM
La teoria RRKM è una teoria della cinetica chimica introdotta per descrivere le reazioni unimolecolari in fase gassosa. È stata elaborata inizialmente da Rice e Ramsperger nel 1927 e quasi contemporaneamente da Kassel nel 1928 (teoria RRK, dal nome dei suoi ideatori). 
Questa teoria rispetto al meccanismo di Lindemann-Hinshelwood, proposto qualche anno prima per descrivere le reazioni del primo ordine, mostra un certo accordo coi dati sperimentali anche a bassi valori di pressione. Il concetto fondamentale che ne rappresenta le basi è costituito dalla possibilità di distribuire su tutti i modi oscillatori l'energia posseduta da una molecola. La reazione avverrà quando sufficiente energia si sarà accumulata in un certo punto (come ad esempio un legame chimico), condizione che possiede probabilità
{\displaystyle P=\left(1-{\frac {E^{*}}{E}}\right)^{s-1}}
dove E* è l'energia necessaria alla rottura del legame ed s è il numero di modi in cui l'energia può essere dissipata, numero che aumenta all'aumentare delle dimensioni della struttura molecolare. Quindi è possibile calcolare la costante cinetica sfruttando tale probabilità tramite
{\displaystyle k(E)=\left(1-{\frac {E^{*}}{E}}\right)^{s-1}k}
che esprime il variare della costante di velocità in funzione dell'energia ed è valida per valori di energia E ≥ E*. Da notare che nel caso in cui l'energia posseduta dalla molecola sia molto elevata la costante cinetica è praticamente indipendente dall'energia stessa e dai modi vibrazionali, essendo immediatamente disponibile la quantità richiesta affinché la reazione avvenga. 
Marcus nel 1952 generalizzò e rielaborò la teoria prendendo in considerazione la teoria dello stato di transizione e i concetti della meccanica statistica (teoria RRKM). La velocità di reazione è ottenuta tramite la somma su tutti gli stati quantici accessibili del complesso attivato. La costante cinetica del primo ordine risulta proporzionale al rapporto tra gli stati quantici interni totali del complesso attivato e la densità degli stati della molecola eccitata.